# 采梅斯灣

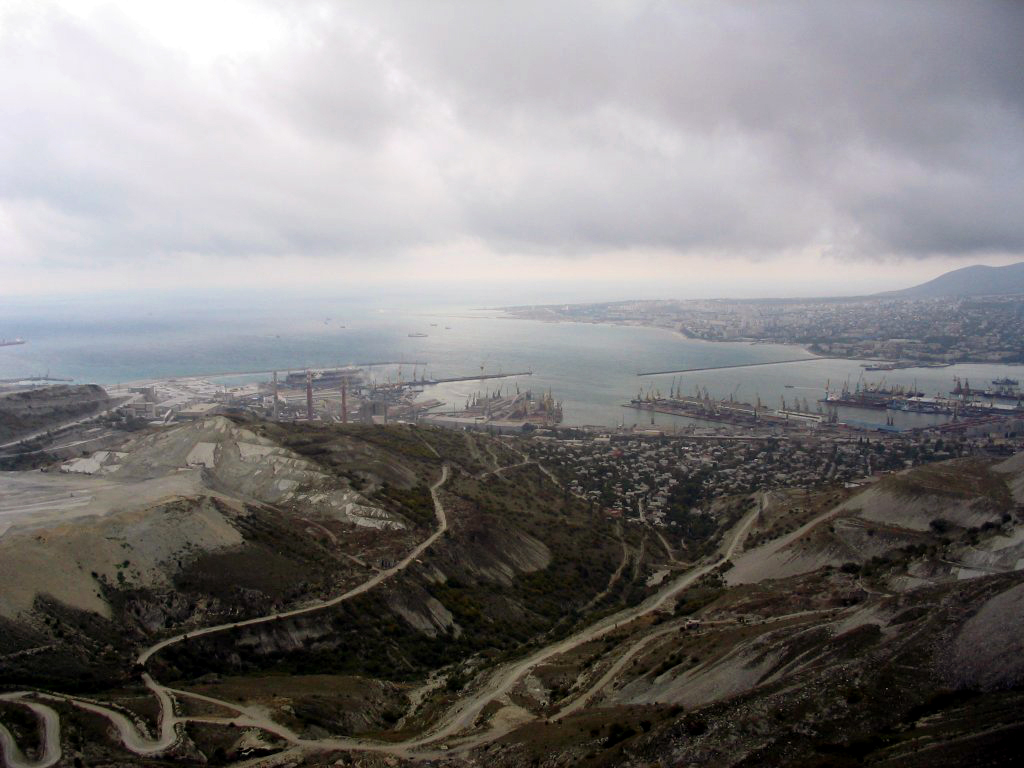
采梅斯灣

采梅斯灣（Цемесская бухта）是俄羅斯克拉斯諾達爾邊疆區的海灣，位於格連吉克灣西北面的黑海海岸，海灣全長15公里、寬9公里，最大水深21至27米，港口有新羅西斯克。
44°41′N 37°50′E / 44.683°N 37.833°E